# شهرستان بنتون (واشینگتن)
شهرستان بنتون، واشینگتن (به انگلیسی: Benton County, Washington) یک شهرستان در ایالات متحده آمریکا است که در ایالت واشینگتن واقع شده‌است.

## خصوصیات
شهرستان بنتون ۴٬۵۵۸٫۴ کیلومترمربع مساحت دارد.